# Толстовка (река)
Толсто́вка — река в России, протекает в Саратовской области.

## География и гидрология
Толстовка левобережный приток реки Большой Иргиз, её устье находится в 273 километрах от устья Большого Иргиза. Длина реки — 33 километра. Площадь водосборного бассейна — 197 км².

## Данные водного реестра
По данным государственного водного реестра России относится к Нижневолжскому бассейновому округу, водохозяйственный участок реки — Большой Иргиз от истока до Сулакского гидроузла. Речной бассейн реки — Волга от верхнего Куйбышевского водохранилища до впадения в Каспийское море.
Код объекта в государственном водном реестре — 11010001612112100010076.